# هارولد ويليام بينيتس
هارولد ويليام بينيتس (بالإنجليزية: Harold William Bennetts)‏ رإب (18 جويلية 1898 - 28 أوت 1970) طبيب بيطري أسترالي معروف بالبحوث حول الماشية والآثار السامة للنباتات الأسترالية الأصلية.
ولد في كارلتون، فيكتوريا. درس العلوم البيطرية في جامعة ملبورن، حصل على شهادة البكالوريوس في العلوم البيطرية عام 1919، والماجستير في العام التالي. في عام 1921 بدأ العمل في وزارة الصحة الكومنولث باعتباره عالم البكتيريا.